# Stengerts
Der Stengerts ist ein 347 Meter hoher Berg im Vorspessart auf dem Gebiet der bayerischen kreisfreien Stadt Aschaffenburg.

## Geographie

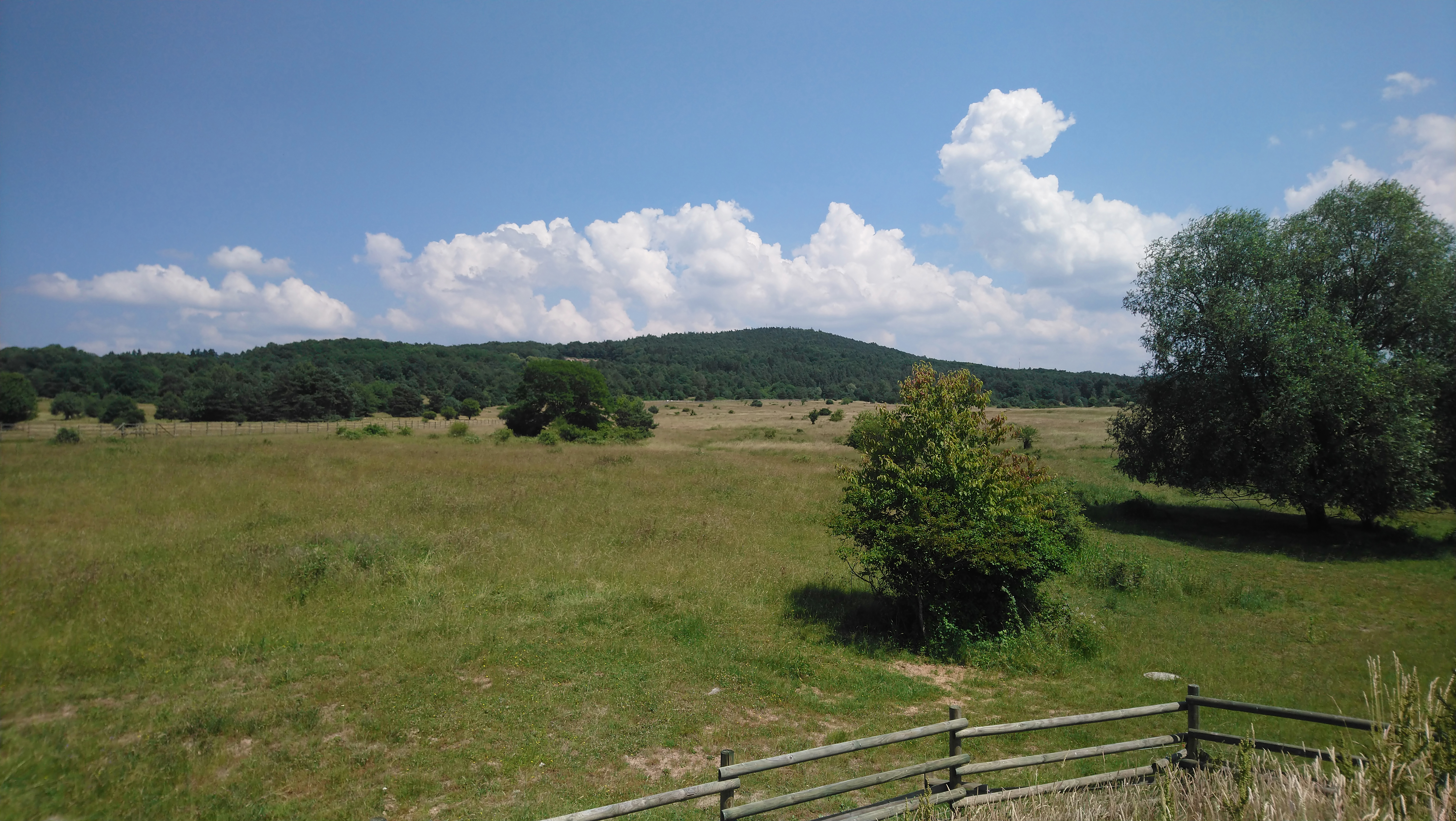
Der Stengerts vom Naturschutzgebiet an der Umweltstation aus gesehen

Der Gipfel mit dem Sender Stengerts und dem Dr.-Hönlein-Turm befindet sich auf der Gemarkung des Stadtteils Schweinheim. Über den Stengerts verläuft die Gemarkungsgrenze zum Stadtteil Gailbach. Im Süden wird der Berg durch das Tal des Sangenbaches und im Nordosten durch das des Hensbaches (Gailbach) begrenzt. Im Nordwesten geht der Stengerts in den 253 m hohen  Grauberg über. In der Nähe befindet sich das als geschützter Landschaftsbestandteil ausgewiesene Geotop Felsenmeer und der Geotop Noriswand. Auf dem Grauberg betreibt die Stadt Aschaffenburg auf einem eingezäunten Gelände das „Abenteuerland Buntberg“, eine Freizeit- und Ferieneinrichtung für Kinder und Jugendliche.
Am Stengerts liegt der Hölleinische Steinbruch, ein ehemaliger, aufgelassener Quarzdioritbruch und Geotop in dem 1832 das Mineral Spessartin gefunden wurde. Unterhalb davon erstreckt sich im Gebiet des ehemaligen Truppenübungsplatz Aschaffenburg das Naturschutzgebiet Altenbachgrund. Hier wurde 2018 das Nationale Naturerbe Aschaffenburg eingerichtet.

## Aussichtsturm
Auf dem Gipfel des Stengerts befindet sich der 22 Meter hohe Dr.-Hönlein-Turm (früher: Hindenburgturm). Er wurde am 23. Mai 1937 mit seinen 103 Stufen vom Spessartbund eröffnet und nach Paul von Hindenburg benannt. Er ist in das Wegekonzept eingebunden. Das Bauwerk ging als Geschenk an die Gemeinde Schweinheim und mit deren Eingemeindung 1939 an die Stadt Aschaffenburg.
Nach dem Zweiten Weltkrieg wurde das Bauwerk nach dem stellvertretenden Spessartbundvorsitzenden Sanitätsrat Hans Hönlein in Dr.-Hönlein-Turm umbenannt. Als der Aussichtsturm gebaut wurde, war der junge Wald noch so niedrig und licht, dass der Ausblick frei war. Heute sind die Buchen und Kiefern mit 30 bis 35 Metern teilweise höher als der Turm. Es wird versucht den Blick, vor allem zum Schloss Johannisburg, durch Sichtachsen freizuhalten.

## Einzelnachweise

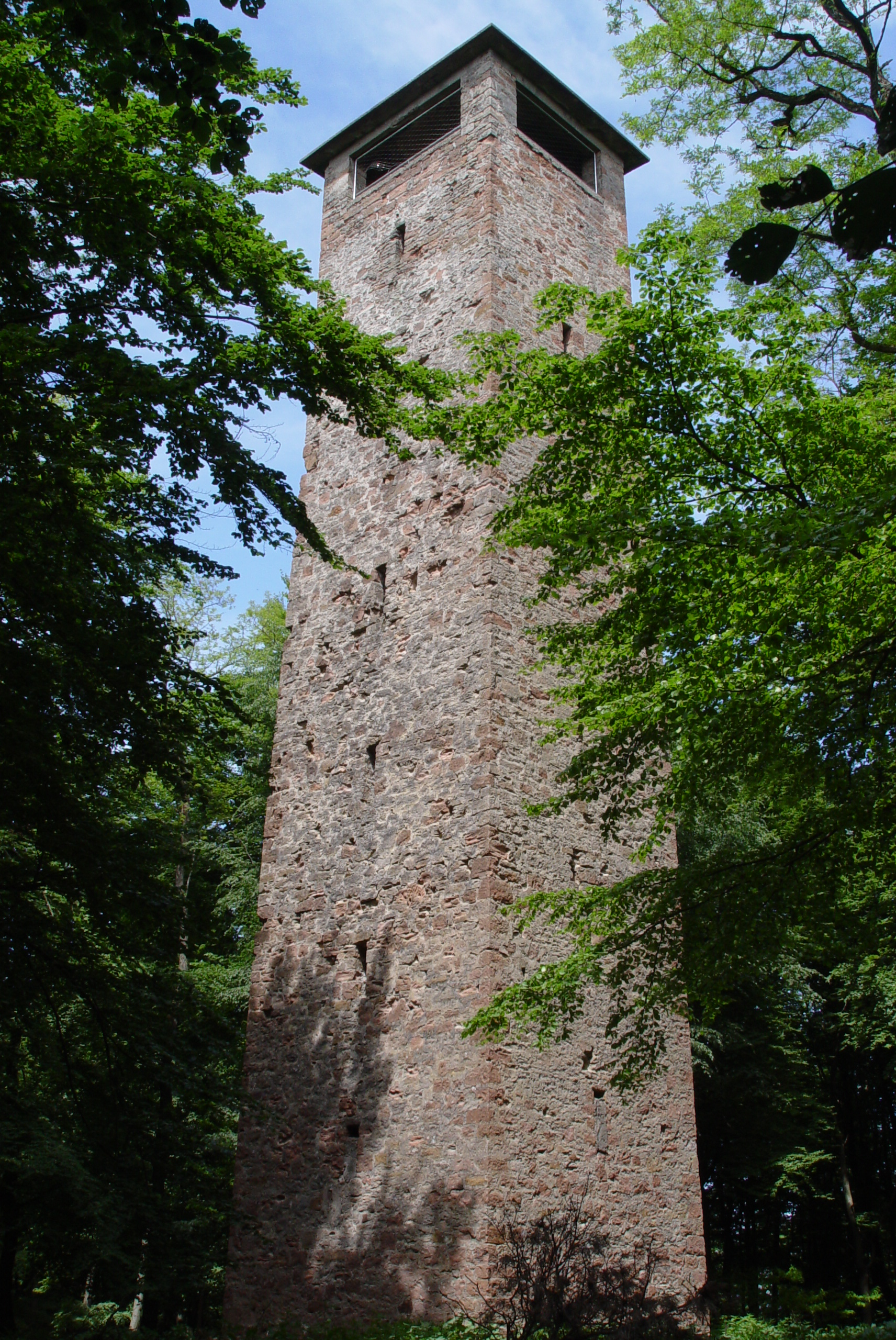
Dr.-Hönlein-Turm auf dem Gipfel des Stengerts
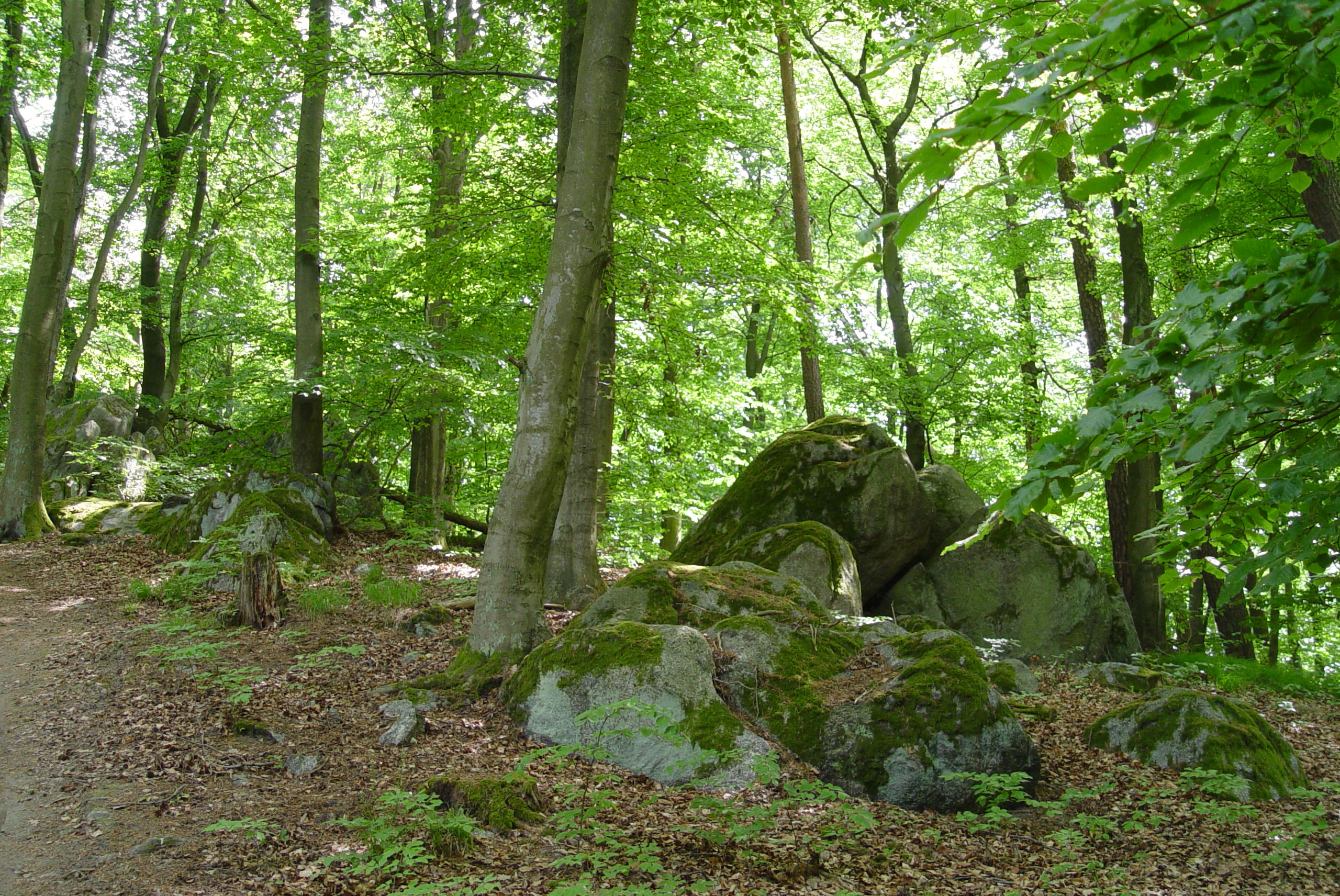
Felsmeer am Stengerts
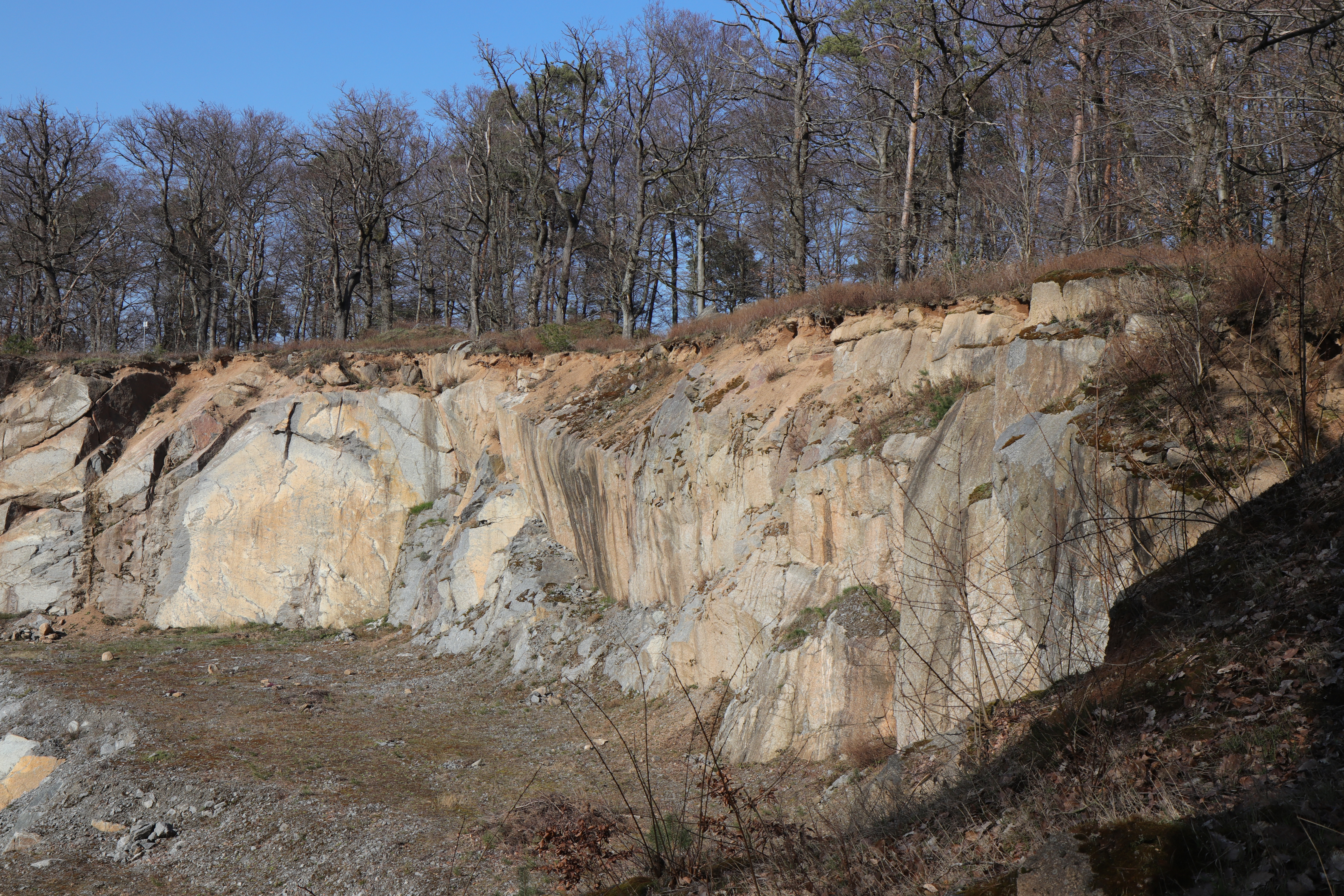
Steinbruch am Stengerts
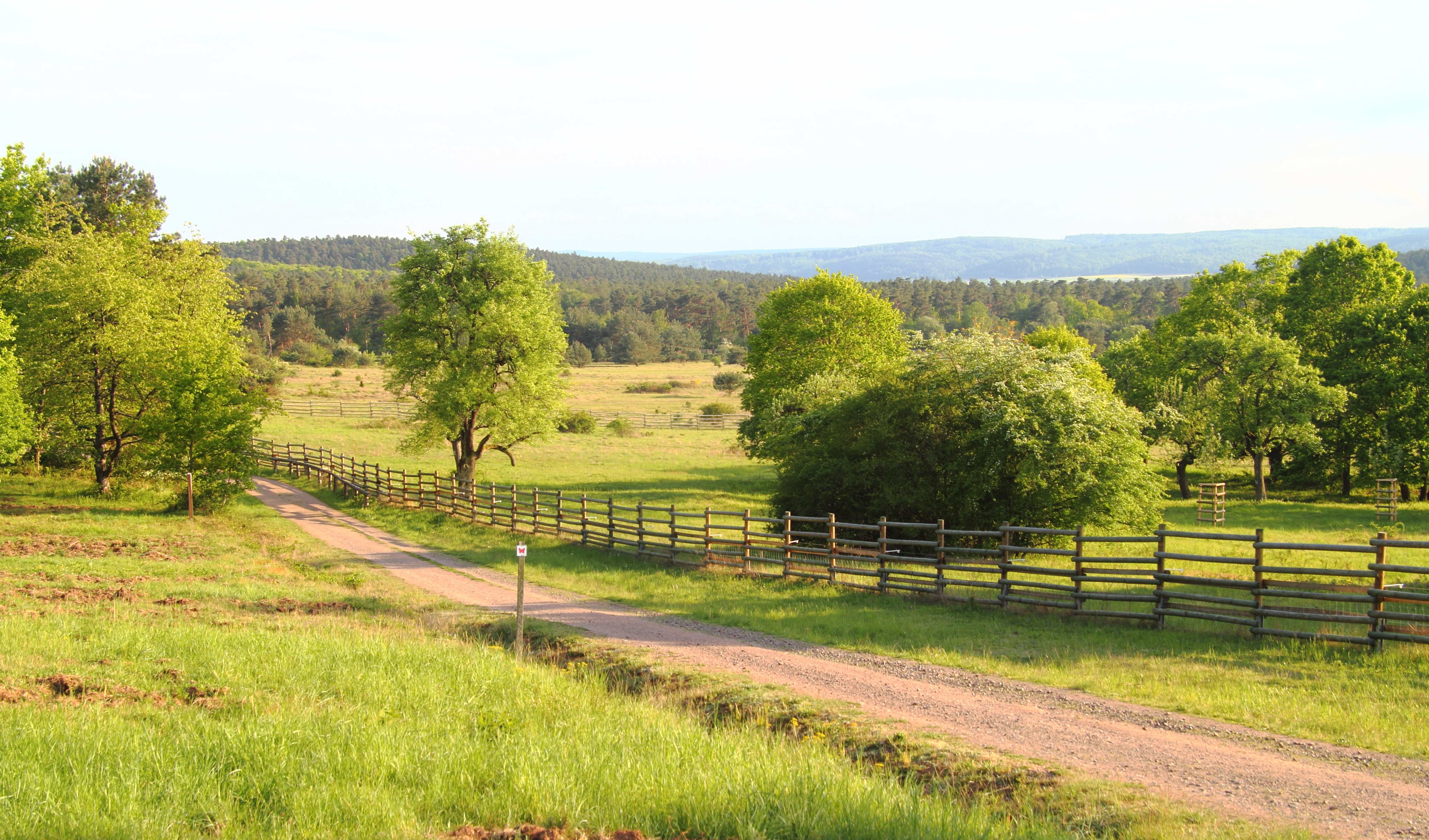
Erlebnispfad am Südwest-Hang des Stengerts
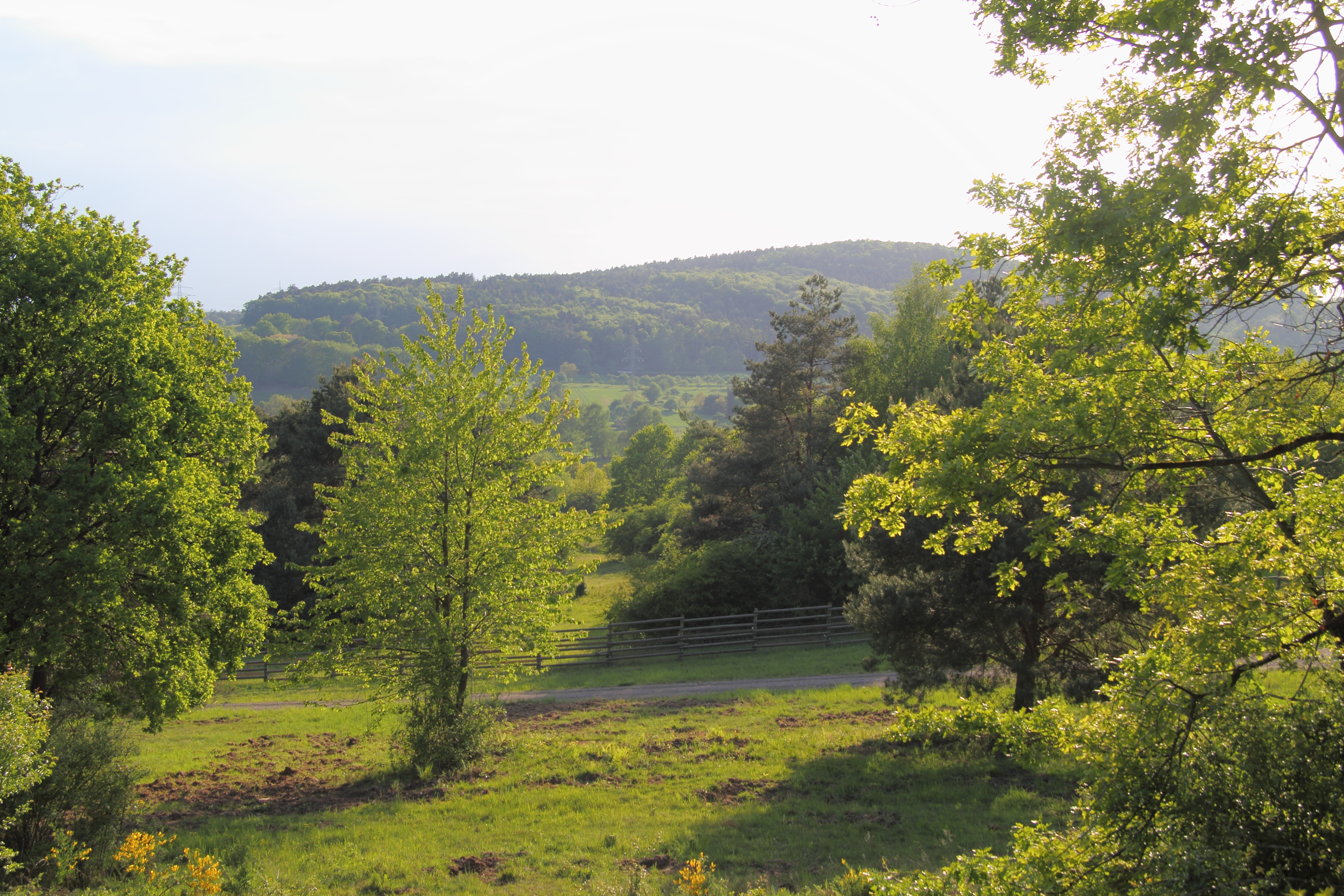
Blick über das Naturerbe-Gelände am Hang des Stengerts bis hin zum Erbig